# Jaap van der Doef
Jacobus Cornelus Theresia (Jaap) van der Doef (Doorn, 9 april 1934 – Vlissingen, 15 februari 2025) was een Nederlands politicus. Hij was lid van de Tweede Kamer der Staten-Generaal, staatssecretaris van Verkeer en Waterstaat in het kabinet-Van Agt II en van 1986 tot 1999 burgemeester van Vlissingen.

## Jeugd en studie
Hij was zoon van Cornelia Catharina van Rijn en winkelier Adrianus Joannes Maria van der Doef. Het zag er niet naar uit dat hij politicus zou worden. Hij doorliep een lagere school in Driebergen en vervolgens een meer uitgebreid lager onderwijs (Mulo) in Zeist. Hij ging vervolgens werken bij een boekwinkel. Vanaf 1955 studeerde hij enige tijd aan het A.C. de Bruyninstituut van de Katholieke Arbeidersbeweging (KAB). 

## Loopbaan
Afkomstig uit een katholiek gezin, was Van der Doef aanvankelijk actief voor de KVP. In 1965 stapte hij over naar de PvdA.
In aansluiting daarop werkte hij daar nog als cursusleider, maar stapte over naar districtsbestuurder van het Nederlands Katholiek Vakverbond (NKV) afdeling Limburg sectie transportarbeiders. In 1970 werd hij vanuit de NKV gestationeerd in Utrecht; hij bleef bezig met de sector Wegvervoer. In 1972 werd hij er gekozen tot vicevoorzitter van de NKV-Vervoersbond. In 1971 maakte hij in de aanloop naar de Tweede Kamerverkiezingen van dat jaar deel uit van het schaduwkabinet-Den Uyl.
In 1973 werd hij gekozen tot lid van de Tweede Kamer. In 1975 was hij kandidaat-voorzitter van de PvdA, maar in een stemming werd hij met 5973 tegen 5736 stemmen verslagen door Ien van den Heuvel. Hij werd vervolgens vice-voorzitter. In 1981 werd hij staatssecretaris van Verkeer en Waterstaat. In deze functie was hij onder meer verantwoordelijk voor aangelegenheden rondom de PTT (toen nog een staatsbedrijf).
Het tweede kabinet Van Agt viel al na een jaar, nadat de PvdA-ministers uit het kabinet stapten. Van der Doef keerde terug naar de Tweede Kamer, waar hij tot maart 1986 zou blijven. Op 1 maart 1986 werd hij burgemeester van Vlissingen; hij was toen al langere tijd woonachtig in de provincie Zeeland. Deze functie vervulde hij tot 1999. In 2002 was hij kort waarnemend burgemeester van Almere, als vervanger van de zieke Hans Ouwerkerk.
In 2017 bracht hij de autobiografische roman Op zoek naar een vader uit.

## Privéleven
Van der Doef was twee keer getrouwd. Zijn eerste huwelijk, gesloten in 1960, eindigde in een scheiding. In 1983 trouwde hij opnieuw. Hij had drie kinderen uit zijn eerste huwelijk en één kind uit zijn tweede huwelijk. Jaap van der Doef overleed op 15 februari 2025 op 90-jarige leeftijd.
- Parlement.com: vg09lleb5rzw